# Alyse Black
Alyse Black, (Seattle, ? –) amerikai énekesnő, dalszerző. Black zenéjét dzsessz karakterű indie popnak tartják és rokonítják Fiona Apple, Regina Spektor és Norah Jones dalaival. A „Stood for Stand for” című dala – amely Black debütáló albumán, a „Too Much & Too Lovely”-n szerepelt − megnyerte a Billboard 2007-es dzsesszdal kategóriáját.

## Pályafutása
Black a washingtoni Seattle-ben született, három lány közül a legfiatalabbként. A énekes-dalszerzői karrier iránt érdeklődött. Kommunikációs és nemzetközi tanulmányokat tanult a Washingtoni Egyetemen, ahol 2004-ben végzett.
Az üzleti világban dolgozott, de aztán visszatért eredeti tervéhez és csatlakozott egy helyi dzsszenekarhoz, a No Jive Five-hoz. Mike Withey-vel, a enekar vezejével megalapítopították a Thursty Love-ot, hogy több latin-szamba hatást és romantikus témát is felöleljenek. A Thursty Love 2008-ban felvett egy EP-t olyan klasszikusokkal, mint a „La Vie en Rose”,, az „In the Wee Small Hours” és a „Corcovado”, valamint egy eredeti dallal, amelyet Black és Withey közösen komponáltak.
2007. végén adta ki debütáló albumát, a „Too Much & Too Lovely”-t. Az album dalai Black jazz Billboard éves világdalversenyén több díjat is elnyert. A lemez turnéjához Alyse csatlakozott a Society Eclaire zenekarhoz egy 22 állomásos országos turnéra. Néhány dalszerzői díjjal és turnéval a háta mögött 2009 elején visszatért a stúdióba, hogy felvegye második nagylemezét. A „Super Hero” című dala szerepelt a 2012-es Let's Make a Movie című filmben.
2012-ben Black egy új − az anyaság ihlette projekten – kezdett dolgozni, egy eredeti és klasszikus altatódalokból álló gyűjteményen a Night Sweet Pea zenekarral, amelyet Carla Patullo hangmérnök/producer vett fel austini Texasban. Az A Little Line of Kisses című album 2012 decemberében jelent meg. 2014-ben három szerelmes dalfeldolgozást a texasi Austinban található Congress House Stúdióban vettek fel, majd 2015. elején adták ki. Az album a lemezen szereplő régi popballadáról kapta a „You Belong To Me” címet.
- 2007: Too Much & Too Lovely
- 2009: Hold Onto This
- 2011: The Honesty
- 2012: A Little Line of Kisses
- 2017: Alyse Black

## Díjak
- 2007: Billboard: nemzetközi dzsessz-dalverseny győztese
- 2008: Billboard: legjobb független énekes-dalszerzői díj